# Sipalolasma
Sipalolasma és un gènere d'aranyes migalomorfes, de la família dels bariquèlids (Barychelidae). Fou descrita per primera vegada el 1892 per Simon. Fa uns 20 mm de llarg i construeix els seus caus dins la fusta podrida, amb una porta a cada extrem del forat.
L'any 2016, segons el World Spider Catalog, aquest gènere tenia acceptades 9 espècies que viuen en zones del sud d'Àsia i parts d'Àfrica.
- Sipalolasma aedificatrix Abraham, 1924 - Malàisia
- Sipalolasma arthrapophysis (Gravely, 1915) - Índia
- Sipalolasma bicalcarata  (Simon, 1904) - Etiòpia
- Sipalolasma ellioti Simon, 1892 - Sri Lanka (és l'espècie tipus)[1]
- Sipalolasma greeni Pocock, 1900 - Sri Lanka
- Sipalolasma humicola (Benoit, 1965) - Moçambic
- Sipalolasma kissi Benoit, 1966 - Congo
- Sipalolasma ophiriensis Abraham, 1924 - Malàisia
- Sipalolasma warnantae Benoit, 1966 - Congo